# Моллен, Брайан
Брайан Моллен (англ. Bryan Mollen, родился 25 сентября 1995 года в Кении) — ирландский регбист, выступающий на позициях нападающего и защитника за сборную Ирландии по регби-7.

## Биография
Родился 25 сентября 1995 года в Найроби. Мать — ирландка, уроженка Блэкрока, отец — сотрудник министерства иностранных дел Нидерландов. Детство провёл в разных странах, в том числе в Нидерландах, Франции, Австралии, Бельгии и Германии. Регби стал заниматься в возрасте 7-8 лет в Австралии, после переездов в другую страну своё занятие не бросал. При этом он также занимался футболом, крикетом, теннисом, гольфом, участвовал в соревнованиях по плаванию и лёгкой атлетике, а также катался на лыжах и занимался сноубордом. В возрасте 15 лет Брайан поступил в колледж Блэкрок. По окончании средней школы поступил в Тринити-колледж Дублинского университета: в 2016 году, играя за регбийную команду университета, его пригласили на учебно-тренировочные сборы сборной Ирландии по регби-7. Фактический дебют Брайана состоялся летом 2017 года на турнире в Амстердаме, и он в том же году заключил первый профессиональный контракт с Ирландским регбийным союзом. Во Всеирландском чемпионате представлял в 2018 году команду колледжа Блэкрок. В 2021 году числился студентом колледжа Сетанта по специальности «тренер по физподготовке».
За сборную Ирландии он выступил на чемпионате мира 2018 года в Сан-Франциско, сыграл на этапе Мировой серии в Лондоне 2018 года (3-е место) и в Гонконгском турнире 2018 года. В том же 2018 году с ирландской сборной выиграл чемпионат Европы 2018 года, выступив на этапах в Москве, Маркусси и Лодзи. В 2019 году с командой выиграл Гонконгский турнир 2019 года. В июле 2021 года ирландская сборная квалифицировалась на Олимпиаду в Токио: в финале межконтинентального отбора в Монако ирландцами была обыграна Франция со счётом 28:19. На Олимпиаде Брайан сыграл 3 матча и занял 10-е место с командой. В свободное время занимался плаванием, играет в гольф и выгуливает двух собак; также смотрит телесериалы и фильмы от Netflix или играет в PlayStation с друзьями.